# Luz Álvarez
Luz Adiela Álvarez Salazar, född 20 februari 1987, är en colombiansk judoutövare.
Álvarez tävlade för Colombia vid olympiska sommarspelen 2020 i Tokyo. Hon blev utslagen i den första omgången i extra lättvikt mot Shira Rishony.